# 里布涅 (季斯梅尼齊亞區)
48°57′18″N 24°36′41″E / 48.95500°N 24.61139°E
里布涅（烏克蘭語：Рибне），是烏克蘭西部的村莊，隸屬伊萬諾-弗蘭科夫斯克州的伊萬諾-弗蘭科夫斯克區。該村始建於1645年，面積21.43平方公里，2001年人口330，人口密度每平方公里15.4人。